# 山本草太
山本草太（日语：やまもと そうた，2000年1月10日—）為日本男子花式滑冰選手。他為2014–15年青年花式滑冰大獎賽總決賽銀牌得主，也為2015年世界青年錦標賽銅牌得主。

## 外部連結
维基共享资源上的相關多媒體資源：山本草太
- Sota Yamamoto在国际滑冰联盟的页面